# Vauxhall Gardens

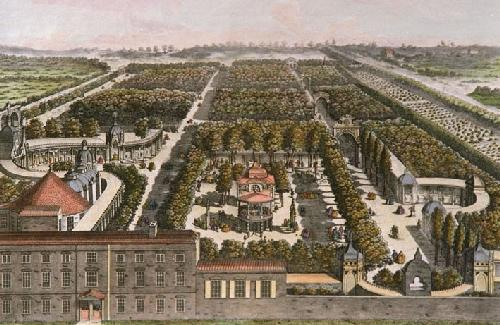
Vauxhall Gardens del 1751 a Londra

Un Vauxhall Gardens, nel XVIII secolo, era un luogo di divertimento adiacente ad una sala da ballo. La moda dei Vauxhall, lanciata in Inghilterra, si diffuse successivamente sul continente europeo, grazie all'evoluzione dei costumi verso una maggiore socialità e divertimento, poiché la borghesia nascente rifiutava di mescolarsi con l'intrattenimento del popolo, organizzato con balli all'aperto o sotto pergolati in luoghi pubblici.

## Storia
Il nome Vauxhall deriva da un luogo di divertimento realizzato a Londra nei giardini di Kennington nel 1661 ai tempi di Carlo II e poi ristrutturato nel 1732. I Vauxhall Gardens erano una sorta di parco di attrazioni dove i visitatori potevano ammirare una serie di false rovine, archi di trionfo o padiglioni cinesi, ascoltando musica e assistendo a spettacoli pirotecnici. Realizzati su dei terreni di un certo Falkes de Breaute, divennero noti come Falkes' Hall e il nome andò progressivamente modificandosi in Fox Hall e infine Vaux Hall. Il quartiere londinese di Vauxhall ne conserva il ricordo.
Un Vauxhall era costituito, essenzialmente, da una pista da ballo e una piattaforma per ospitare un'orchestra ed era circondato da passerelle e colonnati. Per soddisfare la domanda pubblica, c'erano anche sale private, negozi di frivolezze, sale di lettura dove si poteva leggere la stampa internazionale e anche una loggia massonica. L'arredamento perpetuava le tradizioni barocche, con ghirlande, rocce, boschi, fontane e giochi d'acqua, moltiplicati da un notevole numero di specchi.
Il successo incontrato da questa attrazione ne determino l'esportazione in Francia. Il primo di questi locali venne inaugurato nel mese di agosto 1764, dall'artificiere italiano Giovanni Battista Torre, chiamato subito dal pubblico Vauxhall de Torré.
I fratelli Ruggieri crearono poi unVauxhall d'inverno, nel 1769, nella zona di Saint-Germain. l'architetto Samson Nicolas Lenoir lo rilevò denominandolo Panthéon d'Hiver e trasferendolo al Palais-Royal, sede della prostituzione e del gioco d'azzardo su un terreno vicino a Saint-Thomas-du-Louvre. Era dotato di un salone cinese, un caffè turco e l'appartamento personale dell'architetto. Le guide di tempo descrivono i luoghi "incantevoli di magia amorosa e voluttuosa".
Fra il 1771 ed il 1780, venne costruito un lussuoso Vauxhall dal nome Colisée in Avenue des Champs-Élysées.
La moda si diffuse anche in provincia: dal 1774, Samson-Nicolas Lenoir costruì un Vauxhall a Bordeaux, mentre quello di Marsiglia, detto Pavillon chinois vide la luce nel 1795.
A Bruxelles non era ancora giunta la notizia del locale londinese, nel 1761 quando al Théâtre de la Monnaie venne dato un balletto intitolato Le Phaxal. Il Vauxhall di Bruxelles venne inaugurato nel 1781, come mescita di bevande, luogo per concerti e sala da gioco. Venne realizzato dai fratelli Bultos che gestivano il Théâtres de la Monnaie et du Parc.